# Рюкю кобудо
Рюкю кобудо (яп. 琉球古武道, Ryūkyū Kobudō) — традиційне бойове мистецтво Окінави, яке включає систему володіння різними видами зброї. Термін «кобудо» перекладається як «стара військова дорога» або «древнє бойове мистецтво». Рюкю кобудо є невід'ємною частиною культурної спадщини Окінави й тісно пов’язане з розвитком окінавського карате.

## Історія
Рюкю кобудо виникло в період Рюкюського королівства (XV–XIX ст.) в умовах заборони на носіння зброї. Місцеве населення, особливо селяни, було змушене пристосовувати сільськогосподарські знаряддя до самооборони. З часом ці методи бою перетворилися на систематизовані техніки, які передавались у межах сімей та кланів.
Особливої популярності кобудо набуло у XX столітті завдяки зусиллям майстрів, які почали відкривати своє мистецтво для ширшого загалу. Одним із найвідоміших популяризаторів є Шинпо Матаяма (1901–1978), який заснував організацію Рюкю Кобудо Хозон Шінко Кай (Товариство збереження та розвитку Рюкю Кобудо).

## Зброя
Рюкю кобудо охоплює техніки володіння різноманітною традиційною зброєю, серед якої:
- Бо — довгий дерев'яний шест;
- Сай — металевий тризуб;
- Тонфа — палиця з руків’ям;
- Нунча́ку — дві палиці, з’єднані мотузкою або ланцюгом;
- Кама — серп;
- Еку — дерев’яне весло;
- Сурудзін — мотузка або ланцюг із вантажами на кінцях;
- Текко — кастет, схожий на підкову.

## Стилі
Рюкю кобудо не є єдиною системою, а радше збірним терміном для різних шкіл (рюха), які мають власні методики викладання та арсенал. Серед них:
- Рюкю Кобудо Хозон Шінко Кай
- Мотобу-рю
- Юей-рю (Yamanni-ryu)
- Матаяма-рю

## Сучасність
У наш час Рюкю кобудо викладається в багатьох країнах світу поряд із традиційним карате. Його вивчення сприяє розвитку координації, сили, дисципліни та збереженню культурної спадщини Окінави. Часто кобудо є доповненням до стилів окінавського карате — Годзю-рю, Сьорін-рю, Уєчі-рю тощо.